# محمد عبد اللطيف (رسام كاريكاتير)
محمد عبد اللطيف (23 يوليو 1957 -) هو رسام كاريكاتير مصري.

## حياته ونشأته
مواليد حى عزبة عقل بالمنصورة، في 23 يوليو 1957، تخرج من كلية الزراعة جامعة المنصورة عام 1981، وعمل مهندساً زراعياً بالإصلاح الزراعى لأكثر من 23 عام، قبل أن يستقل منها مغامراً بمستقبله كله ليتفرغ لمهنة الصحافة التى عشقها.

## مسيرته
عمل عبد اللطيف في العديد من الصحف المعارضة كالعربى الناصرى، و الأحرار و الكرامة، وصحفى تحقيقات و محاور لينتقل بعدها إلى جريدة البديل اليسارية، و التى كان يرأس تحريرها الدكتور الراحل محمد السيد سعيد، ليكون رساما للكاريكاتير بشكل متفرغ تلبية لرغبة الدكتور سعيد الذى أعاد اكتشاف رسام الكاريكاتير لدى عبد اللطيف الذى استطاع خلال فترة وجيزة أن يحتل مكانة بين أشهر رسامى الكاريكاتير في مصر، ونالت رسوماته اهتمام القراء و الصحفيين و الكتاب الكبار، واستطاع أن يحدث نقلة نوعية في الكاريكاتير المصري عبر مسلسلات كاريكاتورية صامتة و يومية تناقش قضايا الحريات، وتعكس مشكلات المجتمع وعلاجها بشكل ساخر، وكان التحدى في عمل الكوميكس الصامت يومياً وهو تحد في غاية الصعوبة، إلا أنه استطاع ألا يتغيب يوما واحدا عن الرسم، وحتى إغلاق جريدة البديل عام 2009، انتقل بعدها للعمل رئيس لقسم الكاريكاتير بجريدة و موقع اليوم السابع حتى يومنا هذا.